# Sorriso (Milano Dateo)
Sorriso (Milano Dateo) è un singolo del cantautore italiano Calcutta, pubblicato il 7 giugno 2019.
Il titolo del brano si riferisce alla stazione di Milano Dateo del passante ferroviario di Milano.

## Video musicale
Nel videoclip, girato a Milano, partecipa lo youtuber Metroman.

## Tracce
1. Sorriso (Milano Dateo) – 2:57

## Classifiche
| Classifica (2019) | Posizione massima |
| ----------------- | ----------------- |
| Italia            | 17                |